# Wiener Verlag
Der Wiener Verlag war ein im Herbst 1899 in Wien gegründeter Buchverlag, der bis 1910 aktiv war, formell aber noch bis 1929 bestand. Zur Zeit seiner Hochblüte veröffentlichte er eine Vielzahl belletristischer Titel, die von zeitgenössischen Künstlern, teilweise der Wiener Werkstätte, ausgestattet waren. Er verlegte erstmals bekannte Werke wie Reigen von Arthur Schnitzler, Josefine Mutzenbacher und die Die Verwirrungen des Zöglings Törleß von Robert Musil.

## Gründung
Oskar Friedmann begann im Herbst 1899 unter dem Namen „Wiener Verlag (Buchhandlung L. Rosner-Sep.-Cto.)“ zu veröffentlichen. Er führte damit ein vom Buchhändler Leopold Rosner gegründetes Unternehmen unter neuem Namen weiter oder nützte dessen Verlagslizenz. In den ersten Jahren erschienen rund zwei Dutzend Bücher, sowohl belletristischer, dramatischer wie essayistischer Art.

## Fritz Freund
Fritz Freund war Verlagsautor von Oskar Friedmann, mit dem er spätestens seit 1902 in Verbindung stand. 1903 erwarb er für 20.000 Kronen, die seine Mutter ihm geliehen hatte, den Wiener Verlag. Freund erhielt in  einer  Sitzung der Korporation  der  Wiener  Buch-, Kunst-  und  Musikalienhändler am  7. April 1904  seine Konzession als Verleger und ließ am 26. April 1904 den Wiener Verlag Fritz  Freund in das Register für Einzelfirmen beim Wiener Handelsgericht eintragen.
Im Mai 1903 begann Freund die Buchserie Bibliothek berühmter Autoren (Übersetzungen meist skandinavischer, französischer, polnischer, russischer oder englischer Autoren, von denen in den ersten beiden Jahren 50 Bände erschienen) und im Oktober 1904 die Bibliothek moderner deutscher Autoren.
Unter Freunds Leitung nahm der Verlag einen starken Aufschwung, wofür er jedoch auch erhebliche Kredite aufnehmen musste. Zu finanziellen Entlastung entschloss er sich den Verlag in eine Ges.m.b.H umzuwandeln, ließ ihn am 12. Oktober 1906 aus dem Handelsregister löschen und am selben Tag als Wiener Verlag. Verlagsbuchhandlung und Buchdruckerei Ges.m.b.H. (Wienstraße 89a) mit Willi Handl als zweiten Geschäftsführer wieder eintragen.
Als eines der ersten Bücher gab er 1903 Arthur Schnitzlers Reigen heraus. Ab Mai 1903 erschien die bis Mitte Juni 1905 auf 50 Bände ausgedehnte Buchserie Bibliothek berühmter Autoren. Um 1907 gab der Verlag  230–240 Titel heraus. Einige seiner Bücher, die in Österreich unbeanstandet waren, wurden in verschiedenen deutschen Städten beschlagnahmt. Diese kostenlose Negativwerbung erhöhte die Auflage auf über 100.000 Exemplare.
In der Folge der Herausgabe eines kirchenkritischen Romans fand 1905 eine fünfstündige Hausdurchsuchung in Freunds Büro und Privatwohnung statt, wobei einige belletristische Bücher mit sexuellem Inhalt gefunden wurden. Die Anklage wegen Verbreitens unzüchtiger Schriften verjährte zwar, die rechte Presse  beschimpfte ihn als Porno-Jude[n]. Im Jahr 1906 verlegte er den Roman Josefine Mutzenbacher ohne Nennung des Verfassers.
Am 7. Mai 1908 musste sich Freund wegen selbstverschuldeter Krida und Exekutionsvereitelung vor einem Wiener Erkenntnissenat verantworten. Angesichts des Schuldenstandes musste er die Unmöglichkeit, das Geschäft fortzuführen, eingestehen. Die Umwandlung des Verlages in eine Ges.m.b.H wurde ihm zum Verhängnis und er wurde zu drei Wochen strengen Arrest verurteilt. Als er 1910 vom Handelsgericht aufgefordert wurde, seine Firma zu liquidieren und aufzulösen, scheiterte das daran, dass die Geschäftsanteile gepfändet waren. Zur Wiederaufnahme des Geschäftsbetriebs am 1. April 1911 kam es nicht, so dass die Firma bis 1929 eine Karteileiche blieb.

## Autoren, Titel (Auswahl)
- Arthur Schnitzler: Reigen (1904)
- Fritz Oswald Bilse: Aus einer  kleinen  Garnison.  Ein  militärisches  Zeitbild. (1903/04),  Lieb’ Vaterland
- Hans Kirchsteiger: Das Beichtsiegel (1904)
- Hans Kirchsteiger: Der Weltpriester (1905)
- Robert Musil: Die Verwirrungen des Zöglings Törleß (1906)
- Octave Mirbeau: Tagebuch  einer Kammerjungfer
- Der Roman der Gräfin Elva
- Bekenntnisse einer Prinzessin (1905)
- Josefine Mutzenbacher (1906)